# Sirup
|  | For filmen af samme navn, se Sirup (film) |
Sirup er en betegnelse på flere flydende sødemidler, som fremstilles af forskellige råstoffer.
Når ordet sirup bruges alene, tænker man sædvanligvis på det, som fremstilles ved raffinering af sukkerrør eller sukkerroer. Det har en flydende form og en gylden farve. Det bruges i stor grad til bagning og anden madlavning.
Lignende sødemidler fremstilles af andet plantemateriale som saften fra visse træer og af majs. Særlig kendt er ahornsirup, som fremstilles af saften fra sukker-løn eller sort løn der især vokser i Nordamerika. Også saften fra birk kan bruges.
Sirup er også betegnelse på ikke-drikkefærdig råsaft af solbær, ribs, hindbær, jordbær eller kirsebær. Sirup kan indeholde mindre råsaft end saft, men ikke mindre end 40 gram i 100 gram.
Canada producerer 75 % af verdens sirup[kilde mangler].

## Sirupstræer
De mest udbredte og almindelige træer til sirupsproduktion. Canadas flag, Maple Leaf Flag, har et sukkerløns blad til motiv.
- Alm. Sukkerløn [Acer Saccharum]
  - Forædlet Sukkerløn [Acer Saccharum var. ’Legacy’ & ‘Green Mountain’ & ‘Commemoration’ & ‘Bonfire’ & ‘Sweet Shadow’ & ‘Lord Selkirk’ & ‘Bailsta eller Fall Fiesta’]

- Sukker-Birk [Betula Lenta]
- Papir-Birk [Betula Papyrifera]
- Alaska Papir-Birk [Betula Papyrifera]
  - Forædlet Alaska Papir-Birk [Betula Papyrifera var. ’Humilis’ & ’Neoalaskana’]